# Ramuald Jazepavics Klim
Ramuald Jazepavics Klim, belaruszul: Рамуальд Язэпавіч Клім (Hvojevo, 1933. május 25. – Minszk, 2011. május 28.) olimpiai bajnok szovjet-fehérorosz atléta, kalapácsvető.

## Pályafutása
22 évesen kezdett a kalapácsvetéssel foglalkozni és már 30 éves volt, mikor megnyerte a Riga-kupát, illetve a szovjet bajnokságon második lett. Az 1964-es tokiói olimpia volt az első nemzetközi versenye. Három kísérlet után a harmadik helyen állt Zsivótzky Gyula és a világrekorder amerikai Hal Connolly mögött. A negyedik sorozatban 69,74 m-t dobott és meglepetésre aranyérmet nyert. Ezt követően megnyerte az 1966-os budapesti Európa-bajnokságot is. Fő riválisa itt is az ezüstérmes Zsivótzky volt. 1966 és 1968 között sorozatban háromszor lett szovjet bajnok. Az 1968-as mexikóvárosi olimpián ezüstérmet szerzett Zsivótzky mögött. Az 1969-es athéni Európa-bajnokságon szintén második helyezett lett. Ebben az évben felállította egyetlen világrekordját (74,52 m).
1973-ban vonult vissza. Atlétikai edzőként és versenybíróként dolgozott. 1989-től haláláig a Belorusz Testnevelési és Sportakadémia professzora volt. Házas volt, 1960-ban két ikerfia született.

## Sikerei, díjai
- Olimpiai játékok – kalapácsvetés
  - aranyérmes: 1964, Tokió
  - ezüstérmes: 1968, Mexikóváros
- Európa-bajnokság – kalapácsvetés
  - aranyérmes: 1966, Budapest
  - ezüstérmes: 1969, Athén